# Atrichum angustatum
Atrichum angustatum là một loài Rêu trong họ Polytrichaceae. Loài này được (Brid.) Bruch & Schimp. mô tả khoa học đầu tiên năm 1844.

## Hình ảnh

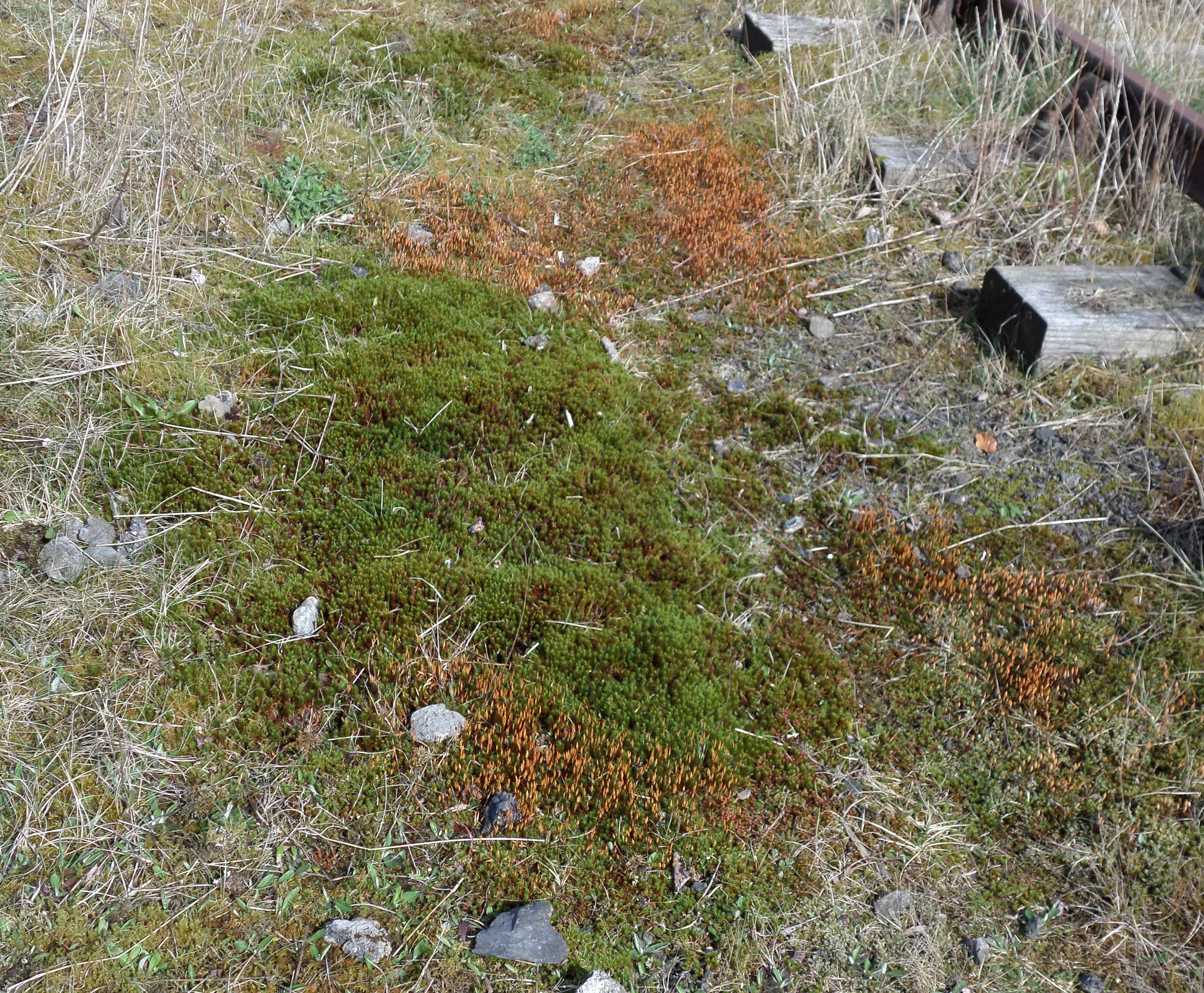
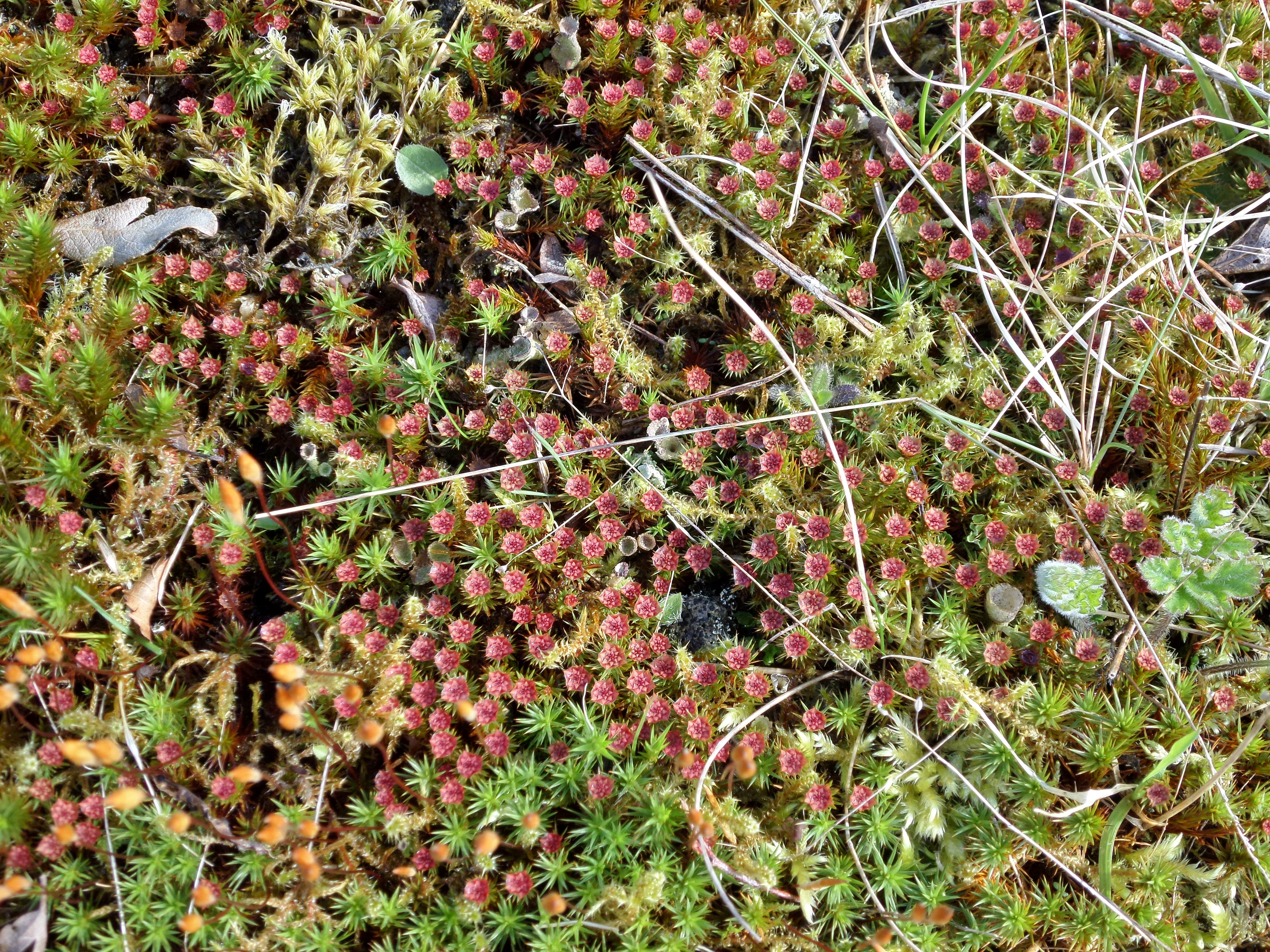